# Infinito Presente
Infinito Presente é o sétimo álbum de estúdio do fadista portuguếs Camané, lançado em 2015 pela Warner Music Portugal, 20 anos depois do primeiro álbum, e cinco anos depois de Do Amor e dos Dias. A edição foi publicada nos formatos standard, com 15 temas, edição especial de 17 temas acompanhada por um DVD com um documentário de produção do disco, e edição digital, também com 17 temas. O álbum foi gravado nos estúdios Valentim de Carvalho.
Entrou directamente para o 1° lugar do top nacional de vendas, e permaneceu no top 30 por dezasseis semanas.
O fio condutor do álbum é o tempo, passagem do tempo, tempo enquanto memória. Dois dos fados incluídos no álbum tinham sido gravados pelo seu bisavô, José Júlio Paiva, num disco de 1925.

## Recepção da crítica
| Críticas profissionais | Críticas profissionais |
| Avaliações da crítica  | Avaliações da crítica  |
| Fonte                  | Avaliação              |
| ---------------------- | ---------------------- |
| Time Out               | 5 de 5 estrelas.       |
| Expresso               | 5 de 5 estrelas.       |
| ípsilon                | 5 de 5 estrelas.       |

O álbum recebeu críticas positivas em várias publicações portuguesas, com António Pires a descrevê-lo como "provavelmente, o melhor álbum de Camané de sempre."'. Alexandra Carita, na Revista E do jornal Expresso diz:
Tudo ali é sólido, coerente, puro, genuíno, brilhante, polido, cuidado. "Passaste por mim", "Quando o Fado Acontece", "Infinito Presente", só para citar alguns fados por impossibilidade de os citarmos todos, elevam-nos a outro universo de sedução, a um mundo de pele à flor de todas as peles e todos os elogios se atrapalham ao serem elencados numa lista a perder de vista.
José Bonifácio, no Público, descreve o álbum da seguinte forma:
Talvez Infinito Presente não seja, como Camané diz, o mais negro dos seus discos – há alguns temas menos introspectivos (para usar a expressão dele); talvez não seja um disco apenas sobre o tempo; mas é o álbum mais inteiro de Camané, aquele em que o fadista mostra toda a gama dos seus recursos. Se antes cada álbum era como que um plano de um homem a escalar uma montanha (pessoal), a cair e a reerguer-se, agora temos um homem batido, que não pode fingir que não aprendeu como o mundo funciona. Camané já foi James Dean; agora é Clint Eastwood.
O suplemento Ipsilon do jornal Público pôs o álbum em 10° lugar n'O Melhor de 2015 - Música.

## Faixas
| N.º | Título                         | Letras                  | Música                                                | Notas                                                     | Duração |  |
| 1.  | "Os dois horizontes"           | Machado de Assis        | Alberto Correia, popular (Fado solene, Fado Mouraria) |                                                           | 4:03    |  |
| 2.  | "Chega-se a este ponto"        | David Mourão-Ferreira   | José Mário Branco                                     | Título original do poema: Equinócio                       | 5:03    |  |
| 3.  | "Conta e tempo"                | Frei António das Chagas | José Júlio Paiva (Fado complementar)                  |                                                           | 2:10    |  |
| 4.  | "Paraíso"                      | David Mourão-Ferreira   | José Mário Branco                                     |                                                           | 4:02    |  |
| 5.  | "Medalha da senhora das dores" | Vitorino Salomé         | Vitorino Salomé, (Fado medalhinha)                    |                                                           | 2:33    |  |
| 6.  | "Passaste por mim"             | Manuela de Freitas      | Miguel Ramos                                          |                                                           | 4:06    |  |
| 7.  | "Ao correr da pena"            | Manuela de Freitas      | Fernando Macedo de Freitas (Fado pena)                | exclusivo da edição especial CD + DVD e da edição digital | 3:54    |  |
| 8.  | "Quando o fado acontece"       | Manuela de Freitas      | José António Sabrosa (Fado pintadinho)                |                                                           | 3:23    |  |
| 9.  | "Quatro facas"                 | Manuel Alegre           | Armando Machado (Fado Santa Luzia)                    |                                                           | 4:42    |  |
| 10. | "Lume"                         | Manuela de Freitas      | Armando Machado (Fado Santa Luzia)                    |                                                           | 3:46    |  |
| 11. | "Ai Miriam"                    | Manuela de Freitas      | José Mário Branco                                     |                                                           | 4:08    |  |
| 12. | "Desastre"                     | Manuela de Freitas      | José Mário Branco                                     |                                                           | 5:11    |  |
| 13. | "IV Acto"                      | Manuela de Freitas      | Joaquim Campos (Fado tango)                           |                                                           | 4:24    |  |
| 14. | "A correr"                     | Manuela de Freitas      | Alain Oulman ("o pião")                               |                                                           | 3:12    |  |
| 15. | "Aqui está-se sossegado"       | Fernando Pessoa         | José Júlio Paiva (Fado Espanhol)                      |                                                           | 4:55    |  |
| 16. | "Infinito presente"            | David Mourão-Ferreira   | José Mário Branco, (Fado belo)                        | Título original do poema: Corpo Iluminado, XII            | 3:22    |  |
| 17. | "Triste sorte"                 | João Ferreira Rosa      | Alfredo Marceneiro, (Fado cravo)                      | exclusivo da edição especial CD + DVD e da edição digital | 4:26    |  |

## Créditos
O álbum conta com poemas da autoria de Frei António das Chagas, que data do século XVII, David Mourão-Ferreira, Fernando Pessoa (criado e cantado originalmente pelo bisavó do fadista, José Júlio Paiva, no início do século XX), Vitorino Salomé, Manuela de Freitas, Manuel Alegre . Inclui ainda música de José Mário Branco, e Alain Oulman (um fado composto por Oulman e dado a Camané pelo filho do compositor).
A produção, arranjos e direcção musical estiveram a cargo de José Mário Branco, que fez juntamente com Manuela de Freitas a supervisão artística.

### Instrumentistas
- José Manuel Neto - guitarra portuguesa
- Carlos Manuel Proença - viola
- Carlos Bica - contrabaixo

### Ficha técnica
- Alfredo Almeida - produção
- António Pinheiro da Silva - design de som

#### Estúdios Valentim de Carvalho
- Nelson Carvalho
- João Pedreira
- Pedro Gerardo
- Marco Cipriano
- Suse Ribeiro
- António Pinheiro da Silva